# Empoasca lulupa
Empoasca lulupa är en insektsart som beskrevs av Irena Dworakowska 1977. Empoasca lulupa ingår i släktet Empoasca och familjen dvärgstritar. Inga underarter finns listade i Catalogue of Life.